# Haemanthus
Haemanthus L., 1753 è un genere di piante della famiglia delle Amaryllidaceae, originario dell'Africa australe.

## Descrizione
Si tratta di piante generalmente bulbose e decidue; più raramente, ritroviamo comunque delle specie più o meno sempreverdi come ad esempio Haemanthus albiflos, la più conosciuta: questa ha un bulbo appena accennato e in ciò ricorda il genere Clivia. Il bulbo permette alle piante di sopravvivere la cattiva stagione.
Decisamente decidui sono invece Haemanthus sanguineus e Haemanthus coccineus, bulbose relativamente difficili da coltivare, ma apprezzate per la fioritura rossa.

## Tassonomia
La famiglia comprende una ventina di specie:
- Haemanthus albiflos Jacq.
- Haemanthus amarylloides Jacq.
- Haemanthus avasmontanus Dinter
- Haemanthus barkerae Snijman
- Haemanthus canaliculatus Levyns
- Haemanthus carneus Ker Gawl.
- Haemanthus coccineus L.
- Haemanthus crispus Snijman
- Haemanthus dasyphyllus Snijman
- Haemanthus deformis Hook.f.
- Haemanthus graniticus Snijman
- Haemanthus humilis Jacq.
- Haemanthus lanceifolius Jacq.
- Haemanthus montanus Baker
- Haemanthus namaquensis R.A.Dyer
- Haemanthus nortieri Isaac
- Haemanthus pauculifolius Snijman & A.E.van Wyk
- Haemanthus pubescens L.f.
- Haemanthus pumilio Jacq.
- Haemanthus sanguineus Jacq.
- Haemanthus tristis Snijman
- Haemanthus unifoliatus Snijman

Alcune specie attribuite in passato a questo genere vengono classificate oggi nel genere Scadoxus.